# 2025 en Italie
Chronologie de l'Italie
- 2021
- 2022
- 2023
- 2024
- 2025
- 2026
- 2027
- 2028
- 2029

2023 en Europe - 2024 en Europe - 2025 en Europe - 2026 en Europe - 2027 en Europe

## Événements

### Avril
- 22 avril : un deuil national de cinq jours est décrété après la mort du pape François[1].

### Mai
- 7 mai : 70e cérémonie des David di Donatello.
- 9 mai au 1er juin : 108e édition du Tour d'Italie.

### Juin
- 8 et 9 juin : référendum abrogatif sur cinq sujets, les résultats sont invalides à cause d'un un taux de participation insuffisant.
- 14 au 19 juin : championnats d'Europe d'escrime à Gênes.

### Juillet
- 6 au 13 juillet : Tour d'Italie féminin.

### Août
- 13 août : au moins vingt-six personnes sont tuées, et plusieurs autres sont portées disparues, après le naufrage d'un bateau transportant des migrants, au large des côtes de Lampedusa[2].
- 27 août au 6 septembre : Mostra de Venise.

### Septembre
- 28 septembre : élections régionales en Vallée d'Aoste.

### Octobre
- x

### Novembre
- x

### Décembre
- x

## Culture

### Cinéma

#### Récompenses
- David di Donatello
- Rubans d'argent

#### Autres films sortis en Italie en 2025
- x

#### Mostra de Venise
- Lion d'or : ?
- Lion d'argent - Grand Prix du Jury : ?
- Lion d'argent du meilleur réalisateur : ?
- Prix spécial du jury : ?
- Prix du meilleur scénario : ?
- Coupe Volpi de la meilleure interprétation féminine : ?
- Coupe Volpi de la meilleure interprétation masculine : ?
- Prix Marcello Mastroianni du meilleur espoir : ?

### Littérature

#### Livres parus en 2025
- x

#### Prix et récompenses
- Prix Strega : ?
  - Prix Strega européen :  ?
- Prix Bagutta : Vittorio Lingiardi (it), Corpo, umano[3] (Einaudi)
  - Prix Bagutta de la première œuvre : Marta Lamalfa, L'isola dove volano le femmine[4] (Neri Pozza)
- Prix Bancarella : ?
- Prix Brancati :  ?
  - Fiction : ?
  - Poésie : ?
  - Jeunes : ?
- Prix Campiello : ?
Finalistes : ?
  - Prix Campiello de la première œuvre : ?
  - Prix de la Fondation Il Campiello : ?
  - Prix Campiello Giovani : ?
  - Prix Campiello Junior: 7-10 ans : ? | 11-14 ans : ?
  - Mention spéciale : ?
- Prix Napoli : ?
- Prix Pozzale Luigi Russo :
- Prix Raymond-Chandler : ?
- Prix Scerbanenco : ?
- Prix Stresa : ?
- Prix Viareggio :
  - Roman : ?
  - Essai : ?
  - Poésie : ?
  - Première œuvre : ?
  - Prix spéciaux : ?

#### Articles sur l'année 2025 en Italie
- Élections régionales italiennes de 2025
- Élections municipales italiennes de 2025

#### L'année sportive 2025 en Italie
- Championnat d'Italie de football 2024-2025
- Championnat d'Italie de football 2025-2026
- Coupe d'Italie de football 2024-2025
- Coupe d'Italie de football 2025-2026
- Championnat d'Italie de rugby à XV 2024-2025
- Championnat d'Italie de rugby à XV 2025-2026
- Grand Prix automobile d'Italie 2025
- Milan-San Remo 2025
- Tour d'Italie 2025
- Tour d'Italie féminin 2025
- Tournoi de tennis de Rome (ATP 2025) (Masters de Rome)
- Tournoi de tennis de Rome (WTA 2025)

#### L'année 2025 dans le reste du monde
- L'année 2025 dans le monde
- 2025 par pays en Amérique, 2025 au Canada, 2025 aux États-Unis
- 2025 en Europe, 2025 dans l'Union européenne, 2025 en Belgique, 2025 en France, 2025 en Suisse
- 2025 en Afrique • 2025 par pays en Asie • 2025 par pays en Océanie, 2025 en Océanie • 2025 en Antarctique
- 2025 aux Nations unies
- Décès en 2025